# Aconcagua Provincial Park
Aconcagua Provincial Park är en park i Argentina.   Den ligger i provinsen Mendoza, i den centrala delen av landet, 1 100 kilometer väster om huvudstaden Buenos Aires. Aconcagua Provincial Park ligger 2 982 meter över havet. Arean är 70 kvadratkilometer.
Terrängen runt Aconcagua Provincial Park är huvudsakligen mycket bergig. Aconcagua Provincial Park ligger nere i en dal. Runt Aconcagua Provincial Park är det ganska glesbefolkat, med 24 invånare per kvadratkilometer.. Närmaste större samhälle är Puente del Inca, 12,8 kilometer sydväst om Aconcagua Provincial Park.
Omgivningarna runt Aconcagua Provincial Park är i huvudsak ett öppet busklandskap.